# De limonadelelies
De limonadelelies is het 212de stripverhaal van Jommeke. De reeks wordt getekend door striptekenaar Jef Nys. Scenarist is Jan Ruysbergh.

## Verhaal
Anatool gaat werk zoeken bij professor Gobelijn. Daar neemt hij een drankje maar dat was geen gewoon drankje  maar een verkleiningdrankje! Anatool, die een elfjarige is geworden, wordt geholpen door Jommeke. Later gaan ze naar Gobelijn om te kijken of het vergrotingsdrankje al gereed is voor Anatool en vernemen ze dat er een nieuw soort limonade is ontdekt door Gobelijn. Anatool krijgt meteen een gemeen idee. Hij steelt de formule. De directeur van een fabriek koopt de limonade van Anatool maar in plaats van een geldbeloning te krijgen wordt Anatool opgesloten. Hij wil alles voor zichzelf houden. Toch slaagt Anatool erin om te ontsnappen. Met de formule! Maar dan stelen Kwak en Boemel de formule weer van hem en vertrekken naar Amerika. Ook Jommeke verneemt het nieuws over de formule. Ze vertrekken ook richting New York, evenals de directeur die de formule ook terug wil. Door een list geraken Kwak en Boemel al meteen in de val. Jommeke heeft de formule terug. De directeur druipt ook af zonder iets. Tot slot wordt Anatool terug groot, en wordt alles vergeven.